# Cucumis debilis
Cucumis debilis är en gurkväxtart som beskrevs av W.J.de Wilde och Duyfjes. Cucumis debilis ingår i släktet gurkor, och familjen gurkväxter. Inga underarter finns listade i Catalogue of Life.